# NGC 2389
NGC 2389 is een balkspiraalstelsel in het sterrenbeeld Tweelingen. Het hemelobject werd op 5 februari 1788 ontdekt door de Duits-Britse astronoom William Herschel.

## Synoniemen
- UGC 3872
- MCG 6-17-11
- ZWG 177.24
- KUG 0725+339
- PGC 21109